# 歌浴曲ウォーズ
『歌浴曲ウォーズ』（かようきょくウォーズ）は、サンライズミュージックによる日本のオリジナルドラマコンテンツである。
2021年4月26日にオリジナルピクチャードラマとして公式YouTubeにて公開された、歌謡曲が流れる銭湯・ひので湯を舞台とした歌謡曲SFコメディー。全10話。

## 概要
脚本は劇団ゴジゲンの奥村徹也と善雄善雄が担当し、脚本監修として松居大悟が参加している。
キャラクターデザインはpomodorosa、音楽はロックバンド・感傷ベクトルのボーカルだった田口囁一が担当している。
また各話主題歌は、歌謡曲の名曲を声優がカバーしており、最終話では、松井五郎作詞・来生たかお作曲によるオリジナル歌謡曲も登場する。主題歌のプロデュースは風味堂のボーカル及びピアノ担当の渡和久が担当している。
ちなみに作品タイトルの「歌浴曲」は、”かようきょく”と読ませる造語である。

## 登場人物
信吉（しんきち）
声 - 梶原岳人
主人公。幼少期からお風呂に入ると、なぜか不思議な出来事が起こり、まわりから気持ち悪がられるという記憶が頭から離れず、いまも風呂が苦手なアラサー。猛に連れられていった、ひので湯で葵に一目ぼれし、銭湯文化を駆逐しようとたくらむ連中との闘いに巻き込まれていく。海老島との修行により、人の心の声が聞こえる能力（銭湯テレパシー）を持っていることが判明した。
猛（たける）
声 - 古川慎
信吉・悟朗の中学時代からの友人で、給料の大半をつぎ込むほど銭湯にはまっており、「風呂に入れば、嫌なことも全部忘れられる、女の子にもモテる」と思っている。ムードメーカーで時々突っ走ったりもするが、信吉が能力の持ち主と分かった後も、変わらずに付き合う友人思いである。
悟朗（ごろう）
声 - 前野智昭
信吉・猛の中学時代からの友人で、いつでもマイペース。年上の彼女との結婚を考えているが、なかなか踏み切れずにいる。海老島のアドバイスがきっかけで、無事にプロポーズし、成功する。
葵（あおい）
声 - 遠藤綾
ひので湯前で出会った年齢不詳な綺麗なお姉さん。ひので湯三代目で、銭湯文化を駆逐しようとする連中と闘う、銭湯を心から思う。実は空高く飛ぶことができる銭湯能力の持ち主。信吉の潜在的な能力に注目し、今後の戦いに備えて、旧知の仲である海老島に、信吉の修行を依頼する。
フロボ
声 - 遠藤綾
風呂のロボット＝フロボ。ロボットだが計算が苦手なひので湯の番台。銭湯内でお客さんのリクエスト（〇円）で、歌謡曲を流すサービスを行っていて、前口上もフロボ自身が行う。信吉のことを「サンシタ」と呼ぶ。
海老島（えびしま）
声 - 三上哲
昔からひので湯に通う常連で、信吉たちの相談にのってくれるナイスミドル。かつて一世を風靡した人気歌手だが、現在は歌手業を退いたようす。銭湯能力の持ち主でもあり、念力で物を動かすことができる（銭湯テレキネシス）。信吉の能力を引き出す修行では、鬼教官のように人格が変わる。
周五郎（しゅうごろう）
声 - 関智一
ひので湯に対して立ち退きを求める、HNDロボット研究所所長。実は葵の弟であり、かつてはひので湯二代目として働いていたが、自身は「銭湯能力」が覚醒しなかったことに絶望し、ひので湯を飛び出して、ロボット研究に邁進。銭湯への愛情のあまり、銭湯文化を駆逐するような行動をとるようになる。
マサ
声 - 関智一
ひので湯常連のおじいさん。銭湯に入った後、お姉ちゃんのいるお店に行くらしい。歯がほぼないので、いつも何を言っているか分からない。

## 用語
銭湯能力
銭湯に入り、歌謡曲を聴いて、心も体も完璧に整った時、発動する能力。
ノスタルジーの高まりと共に発動する。

## スタッフ
- 企画・制作 - サンライズミュージック
- 脚本 - 善雄善雄・奥村徹也
- 脚本監修 - 松居大悟
- キャラクターデザイン・イメージボード - pomodorosa
- 制作協力 - ニューブリッジブラザーズ
- 音楽 - 田口囁一
- 主題歌プロデュース - 渡和久（風味堂）
- 音響監督 - 立石弥生
- 音響制作 - クルーズ
- 協力 - 第二宝湯（東京都杉並区）
- 製作 - サンライズミュージック

## 主題歌
「勝手にしやがれ」（第一 - 三話）
作詞 - 阿久悠 / 作曲 - 大野克夫 / 編曲 - 渡和久 / 弦・管編曲 - 武嶋聡 / 歌 - 信吉（梶原岳人）
「魅せられて（エーゲ海のテーマ） -葵ver.-」（第四、五話）
作詞 - 阿木燿子 / 作曲 - 筒美京平 / 編曲 - 渡和久 / 管編曲 - 武嶋聡 / 歌 - 葵（遠藤綾）
「魅せられて（エーゲ海のテーマ） -海老島ver.-」（第六、七話）
歌 - 海老島（三上哲）
「異邦人」（第八話）　
作詞・作曲 - 久保田早紀 / 編曲 - 渡和久 / 管編曲 - 武嶋聡 / 歌 - 周五郎（関智一）
「ロンリー・チャップリン」（第九話）
作詞 - 岡田ふみ子 / 作曲 - 鈴木雅之 / 編曲 - 渡和久 / 弦・管編曲 - 武嶋聡 / 歌 - 葵＆周五郎
「時の残り火」（第十話）
作詞 - 松井五郎 / 作曲 - 来生たかお / 編曲 - 渡和久 / 弦・管編曲 - 武嶋聡 / 歌 - 海老島啓介（三上哲）

## 各話リスト
| 各話   | サブタイトル             |
| ------ | ------------------------ |
| 第一話 | 化け物と呼ばれた子       |
| 第二話 | 悟朗の悩み               |
| 第三話 | 能力、発動               |
| 第四話 | 謎の女、葵               |
| 第五話 | 銭湯能力                 |
| 第六話 | 鬼教官海老島             |
| 第七話 | 信吉、覚醒               |
| 第八話 | ひので湯の危機           |
| 第九話 | スーパー銭湯ロボット大戦 |
| 第十話 | ひので湯よ、永遠に       |

## ディスコグラフィ

### アルバム
|     | 発売日        | タイトル                                                  | 規格品番       | 最高位 |
| --- | ------------- | --------------------------------------------------------- | -------------- | ------ |
| 1st | 2021年4月26日 | 歌浴曲ウォーズ～唄と劇伴とカラオケと～ 【Amazon限定販売】 | SRML-1030 1031 |        |

## 情報出典
1. ↑  “声優・梶原岳人さん、関智一さんらが名曲をカバー！　「歌謡曲×銭湯」オリジナルコンテンツ『歌浴曲ウォーズ』が始動！　松井五郎氏＆来生たかお氏による書き下ろしオリジナル歌謡曲も登場”.  animate Times. 2021年4月26日閲覧。
2. ↑  “歌浴曲ウォーズ”.   歌浴曲ウォーズ. 2021年4月26日閲覧。